# Hrant Arakeljan

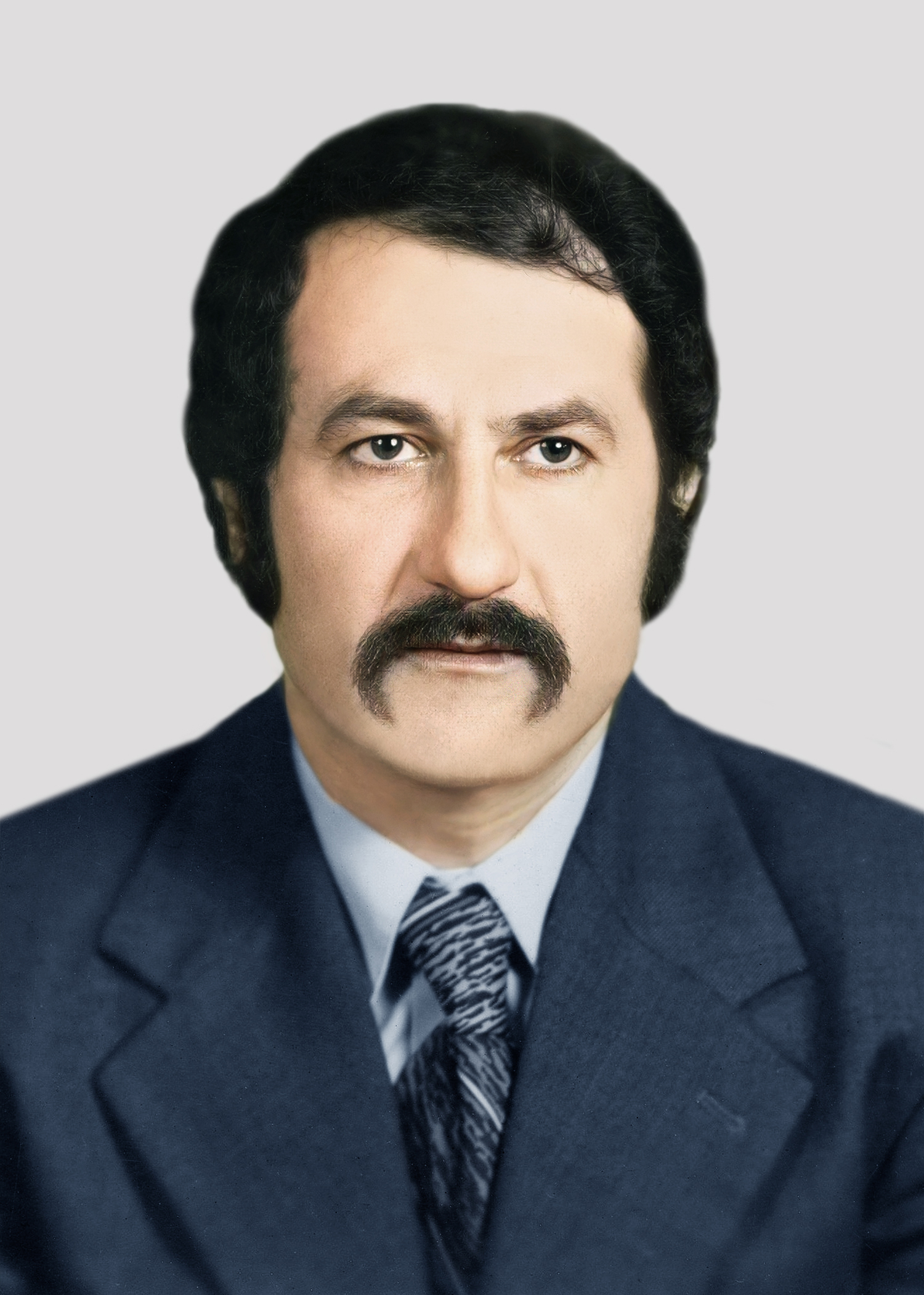
Hrant Arakeljan

Hrant Babkeni Arakeljan (armenisch Հրանտ Բաբկենի Առաքելյան, russisch Грант Бабкенович Аракелян; * 11. Maijul. 1947 in Jerewan, Armenien) ist ein armenischer Wissenschaftsphilosoph, ausgebildeter Physiker und ein  Forscher am Institut für Philosophie, Soziologie und Recht der Nationalen Akademie der Wissenschaften der Republik Armenien.

## Biografie
Hrant Arakeljan wurde in eine Familie von armenischen Intellektuellen geboren. Sein Vater Babken Arakeljan war Professor für Archäologie und Geschichte an der Armenischen Akademie der Wissenschaften. Er leitete viele Jahre das Institut für Archäologie und Ethnographie der Armenischen SSR und war Akademiesekretär der Abteilung für Sozialwissenschaften der Armenischen Akademie der Wissenschaften. Seine Mutter Nelly Leonovna Takhtadjyan war studierte Biologin und seine Schwester Anahit Arakeljan ist Sprachwissenschaftlerin. Sein Onkel mütterlicherseits, Armen Leonovich Takhtadjyan war ein bedeutender sowjetisch-armenischer Botaniker. In seinem familiären Umfeld fühlte sich Hrant Arakeljan schon früh zum Wissen hingezogen und zeigte großes Interesse an Mathematik, Physik und Geschichte, die später zum Mittelpunkt seiner wissenschaftlichen Schwerpunkte wurden.

## Ausbildung
Unmittelbar nach seinem Studium an der Fakultät für Physik der Staatlichen Universität Eriwan wurde er in das Doktorandenprogramm am Institut für Philosophie und Recht der Armenischen Akademie der Wissenschaften aufgenommen, wo er bis heute arbeitet. Seine Dissertation über „Logische und erkenntnistheoretische Aspekte der Evidenz in der Mathematik“, reichte er 1975 an der Staatlichen Universität Eriwan erfolgreich ein, eine weitere Dissertation über „Zahlen und Grössen in der modernen Physik“, reichte er 1992 erfolgreich an der Staatlichen Universität St.-Petersburg ein.

## Wissenschaftliche Arbeiten
Hrant Arakeljan ist Autor zahlreicher Werke in russischer, englischer und armenischer Sprache, darunter fünfzehn Monographien über Wissenschaftsphilosophie, Grundlagen der Physik und Mathematik sowie Politikwissenschaft und Geschichte. Sein besonderes Interesse gilt den Grundlagen der physikalischen Theorie. Seine politik- und geschichtswissenschaftlichen Arbeiten untersuchen und analysieren Fragen der zeitgenössischen Geopolitik und der Geschichte der jüngsten Vergangenheit.

## LMP-Theorie
Hrant Arakeljan ist Autor der LMP-Theorie, als eine grundlegende Theorie der Physik, die auf der Idee der Einheit von mathematischer Logik (L), formaler Mathematik (M) und fundamentaler Physik (P) basiert. Die Schlüsselrollen in der LMP-Theorie spielen die mathematischen Grundkonstanten, die er deduktiv auf der Basis der logischen Prädikatenrechnung (Logik erster Ordnung) und dem System der mathematischen Axiome herleitet. 1981 entdeckte Hrant Arakeljan die durch den armenischen Buchstaben ա gekennzeichnete Kosinus-Überlagerungskonstante als eine fundamentale mathematische Konstante und einen universellen numerischen Attraktor, den er bei der Lösung einiger numerischer Probleme der physikalischen Theorie anwandte und mit einer Genauigkeit von 12,8 Millionen Dezimalstellen berechnete.